# 배정고등학교
배정고등학교(培正高等學校)는 부산광역시 남구 문현동에 있는 사립 고등학교이다.

## 학교 연혁
- 1952년 10월 5일 : 배정학원 설립(부산시 범일동)
- 1953년 3월 1일 : 1회 신입생 입학
- 1954년 1월 27일 : 배정학원 설립인가, 초대 이사장 남증수 취임
- 1954년 5월 31일 : 본교사 준공(범일동 430)
- 1954년 6월 1일 : 본교사로 이전 수업
- 1955년 2월 24일 : 배정고등학교 설립인가, 초대 교장 남기열 취임
- 1956년 2월 25일 : 제1회 졸업식
- 1963년 10월 9일 : 학급 증설인가(주 6, 야 3)
- 1967년 3월 1일 : 배정중.고 분리
- 1968년 10월 5일 : 본관(현교사) 준공
- 1984년 1월 21일 : 학급 증설(전체 36학급)
- 1990년 11월 20일 : 청남관(체육관) 준공
- 2007년 3월 5일 : 학급 감축 (1학년 10학급)
- 2010년 5월 17일 : 제12대 이사장 이경희 취임
- 2022년 2월 7일 : 도서관 리모델링
- 2023년 2월 28일 : 2023학년도 고교학점제 학교공간조성
- 2023년 9월 1일 : 제16대 교장 백용규 취임
- 2024년 2월 8일 : 제69회 졸업식(졸업생 총수 29,135명)
- 2024년 3월 4일 : 제72회 신입생 입학식(입학생 7학급 96명)
- 2024년 3월 31일 : 급식실 현대화 사업 완공

## 참고 자료
- 배정고등학교 - 한국교육학술정보원 학교알리미